# Lamonzie-Saint-Martin
 Lamonzie-Saint-Martin  (en occitano La Móngia e Sent Martin) es una población y comuna francesa, situada en la región de Aquitania, departamento de Dordoña, en el distrito de Bergerac y cantón de Sigoulès.

## Demografía
| 1173 | 1235 | 1446 | 1612 | 2010 | 2069 |
| Para los censos de 1962 a 1999 la población legal corresponde a la población sin duplicidades (Fuente: INSEE [Consultar]) |      |      |      |      |      |